# Porzellanfiltertiegel
Ein Porzellanfiltertiegel, auch Fritte genannt, ist ein Tiegel, der statt eines undurchlässigen Bodens eine gesinterte Filterschicht besitzt. Er wird verwendet, um Suspensionen mit relativ kleinen Partikeln zu filtrieren. Dazu wird er meistens auf ein Vakuum gelegt, damit die Flüssigkeit schneller durchfließt. Dazu wird er in der Regel auf eine Saugflasche gesteckt, die mit einer Wasserstrahlpumpe verbunden ist. Er sieht aus wie ein normaler Tiegel, nur dass der Boden statt mit einer glatten glänzenden Oberfläche rau ist. Zum Einsatz kommt der Porzellanfiltertiegel in der Gravimetrie.
Ein Glasfiltertiegel oder Glasfritte besitzt den gleichen Aufbau, besteht aber aus Glas.